# Zbudza
Zbudza je obec na Slovensku v okrese Michalovce. 

## Polohopis
Obec sousedí na západě s obcí Petrovce nad Laborcom, na jihu s městem Michalovce – městskou částí Žabany, na východě s obcí Trnava pri Laborci, na severovýchodě s obcí Oreské, na severu s obcí Staré a na severozápadě s obcí Nacina Ves. 

## Kultura a zajímavosti

### Památky
- Římskokatolický kostel Sedmibolestné Panny Marie, jednolodní románská stavba s pravoúhlým ukončením presbytáře a představenou věží, z druhé poloviny 13. století. Úpravami prošel v 18. století a v roce 1902, když byla doplněna věž a kostelu byla udělána nová fasáda. Zařízení kostela je novodobé, ze staršího zařízení se dochoval barokní oltářní obraz z roku 1749 a skupina soch kalvárie z 18. století. Fasády kostela jsou členěny půlkruhově ukončenými okny se šambránami, průčelí je lemováno kvádrováním. Věž vyrůstá z průčelí ve formě rizalitu, je lemována kvádrováním a ukončena jehlancovou helmicí.

- Řeckokatolický kostel Proměnění Páně, jednolodní klasicistní stavba se segmentovým ukončením presbytáře a věží z let 1937–1949. Fasády chrámu jsou členěny lizénami, obloučkovým vlysem a půlkruhově ukončenými okny se šambránami. Věž je ukončena barokní helmicí s laternou.

- Židovský hřbitov s historickými náhrobky.

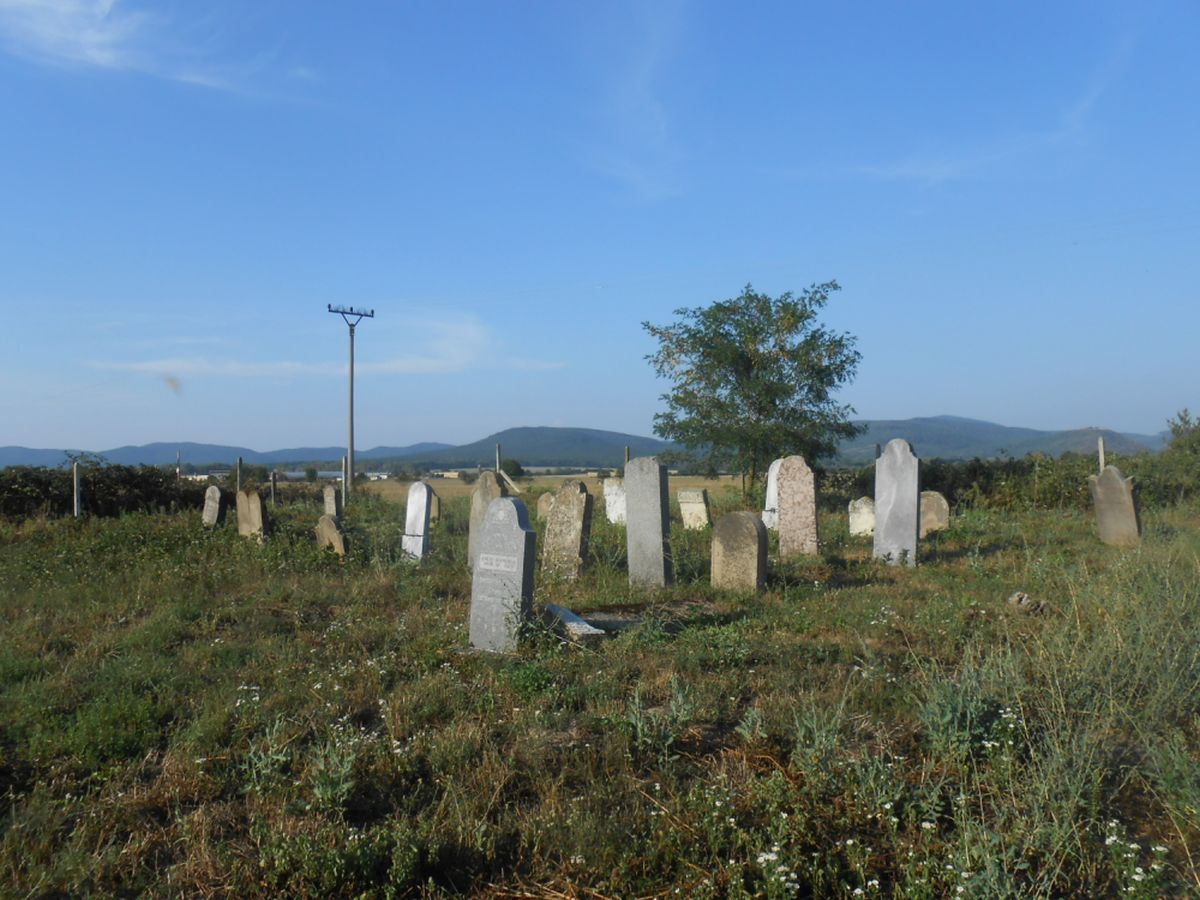
Židovský hřbitov